# Masanao Sasaki
Masanao Sasaki (佐々木 雅尚, Sasaki Masanao, Chiba, 19 juni 1962) is een Japans voormalig voetballer die als middenvelder speelde.

## Clubcarrière
Sasaki begon zijn carrière in 1984 bij Honda. In 7 jaar speelde hij er 121 competitiewedstrijden en scoorde 10 goals. Sasaki speelde tussen 1991 en 1994 voor All Nippon Airways, JEF United Ichihara en Kashiwa Reysol. Sasaki beëindigde zijn spelersloopbaan in 1994.

## Japans voetbalelftal
Masanao Sasaki debuteerde in 1988 in het Japans nationaal elftal en speelde 20 interlands.

## Statistieken

### J.League
| Seizoen | Club                | Competitie | J.League | J.League | J.League Cup | J.League Cup | Totaal | Totaal |
| Seizoen | Club                | Competitie | Wed.     | Dlp.     | Wed.         | Dlp.         | Wed.   | Dlp.   |
| ------- | ------------------- | ---------- | -------- | -------- | ------------ | ------------ | ------ | ------ |
| 1992    | JEF United Ichihara | J1 League  | -        | -        | 6            | 1            | 6      | 1      |
| 1993    | JEF United Ichihara | J1 League  | 18       | 1        | 0            | 0            | 18     | 1      |
| Totaal  | Totaal              | Totaal     | 18       | 1        | 6            | 1            | 24     | 2      |

### Interland
| Japans voetbalelftal | Japans voetbalelftal | Japans voetbalelftal |
| Jaar                 | Wed.                 | Dlp.                 |
| -------------------- | -------------------- | -------------------- |
| 1988                 | 2                    | 0                    |
| 1989                 | 11                   | 0                    |
| 1990                 | 6                    | 0                    |
| 1991                 | 1                    | 0                    |
| Totaal               | 20                   | 0                    |